# Elisabeth Knipping
 (juillet 2022).
Si vous disposez d'ouvrages ou d'articles de référence ou si vous connaissez des sites web de qualité traitant du thème abordé ici, merci de compléter l'article en donnant les références utiles à sa vérifiabilité et en les liant à la section « Notes et références ».
 (juillet 2022).
Le contenu est difficilement compréhensible vu les erreurs de traduction, qui sont peut-être dues à l'utilisation d'un logiciel de traduction automatique.
Elisabeth Knipping (née le 26 septembre 1869 à Marbourg et morte le 19 octobre 1951 à Cassel) est une pédagogue et militante féministe allemande.

## Biographie
Elisabeth Knipping naît en 1869 à Marbourg dans une famille bourgeoise et protestante. Elle est la fille Johann Georg Ferdinand Knipping était conseiller royal en bâtiment, et de Marie Albertine Marianne Rosalie Knipping, née Wiederhold. Elle a deux frères et sœurs et vit notamment avec sa sœur Anna à Cassel.
Après l'école primaire, elle suit des cours dans une école de commerce et travaille pendant quelques années comme secrétaire dans le bureau de son père. Après plusieurs changements de lieu de résidence avec sa famille, elle emménage à Cassel. En 1900, à 31 ans, elle y occupe un poste de secrétaire scolaire « dans les établissements scolaires dirigés par l'association Frauenbildungsverein ». L'association Casseler Frauenbildungsverein est fondée en 1869, l'année de naissance de Knipping, par Marie Calm et met en place en 1870 une école spécialisée pour les jeunes filles dans la ville de Cassel. Cet établissement scolaire se compose d'une école ménagère et commerciale, et plus tard d'une école de formation des enseignantes en économie domestique, en travaux manuels et en gymnastique. Knipping devient la collaboratrice de la future présidente de l'association, Auguste Förster. Celle-ci devint rapidement le mentor de Knipping et l'encourage à participer à des cours de formation continue dans les domaines pédagogiques et professionnels[pas clair]. Les compétences qu'elle y acquiert lui permettent de poursuivre sa carrière pédagogique. 
Elle ne s'est jamais mariée. En 1951, peu avant sa mort, elle devient citoyenne d'honneur de Cassel. Elle décède en 1951 dans cette même ville et est enterrée au Kasseler Hauptfriedhof à côté de ses parents, dans une tombe d'honneur.

### Activité pédagogique et politique
Grâce à ses formations continues, Knipping devient d'abord professeur de commerce et prend la direction de l'école de commerce dès 1904. À partir de 1912, elle succède à Förster à la direction de toutes les « Gewerbe- und Handelsschulen des Frauen- und Bildungsvereins » qui, sous sa direction, deviennent des centres de formation très demandés et reconnus dans toute l'Allemagne pour les professions commerciales, ménagères et industrielles. Même après la reprise de l'établissement d'enseignement par la ville de Cassel en 1920, elle en conserve la direction. Sous la République de Weimar, elle est en outre active en politique. Elle s'engage dans le Parti démocrate allemand (DDP). Lors des premières élections municipales de 1919, auxquelles les femmes pouvaient participer, elle se présente pour le parti libéral. Comme elle n'est alors placée qu'en fin de liste, elle ne pas peut entrer au parlement de la ville, contrairement à trois de ses collègues du parti.
En 1933, Knipping prend sa retraite pour des raisons de santé. Il ne lui est ensuite plus possible de poursuivre une activité politique ou pédagogique pour des raisons de santé et politiques. L'école fut finalement gleichgeschaltet[Quoi ?] et les cours cessent en 1944 en raison de la guerre.

### École Elisabeth-Knipping

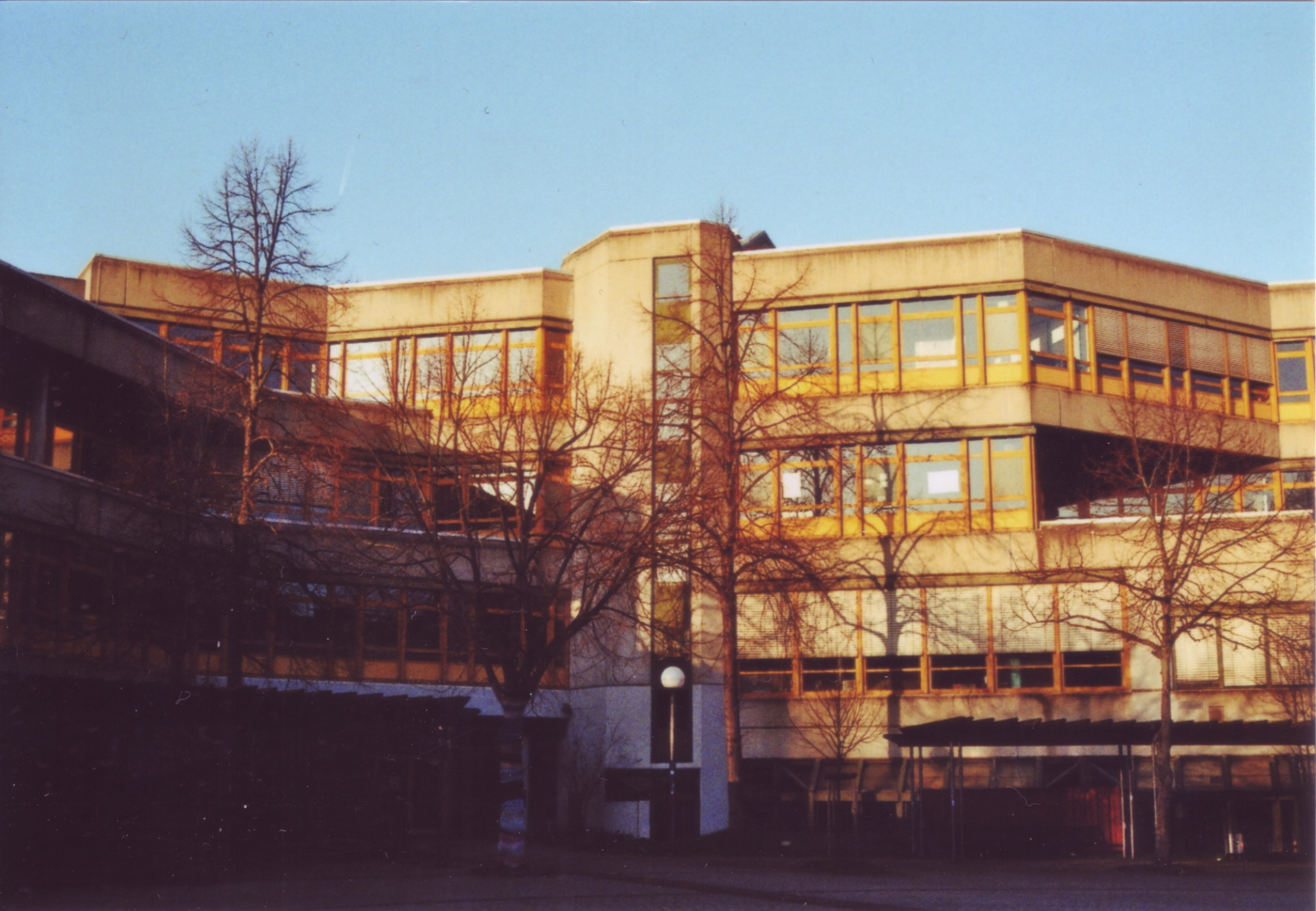
Le bâtiment scolaire de l'École Elisabeth-Knipping (EKS) dans la Mombachstraße.

Après la Seconde Guerre mondiale, l'école est relancée. En 1956, Cassel décide de rebaptiser l'établissement d'enseignement en « Elisabeth-Knipping-Schule - Hauswirtschaftliche Berufsfachschule und Frauenfachschule der Stadt Kassel ».
En 1972, un lycée professionnel spécialisé dans l'alimentation et l'économie domestique est créé. En 1982, l'école Elisabeth-Knipping agrandie est installée sur le nouveau site de la Mombachstraße 14 à Cassel. Il s'agit d'un lycée professionnel avec une spécialisation en sciences naturelles. Elle dispose des filières suivantes : diététique, pédagogie (aujourd'hui sciences de l'éducation), technique biologique et technique chimique. Après le baccalauréat, il est possible d'obtenir en un an un diplôme d'assistant technique en biologie ou en chimie en choisissant les deux dernières filières du baccalauréat.

### Élèves connus
- Benjamin P. Lange (né en 1978), psychologue et chercheur en communication allemand.
- Nils Seethaler (né en 1981), anthropologue culturel allemand.
- Brigitte Zypries (née en 1953), femme politique allemande (SPD)[6]

## Publications
- (de) Elisabeth-Knipping-Schule et Silke Coordes (dir.), Elisabeth-Knipping-Schule 1870–1995, vol. 5, Cassel, Archiv der deutschen Frauenbewegung, 1995.